# Klaus-Peter Schwarz

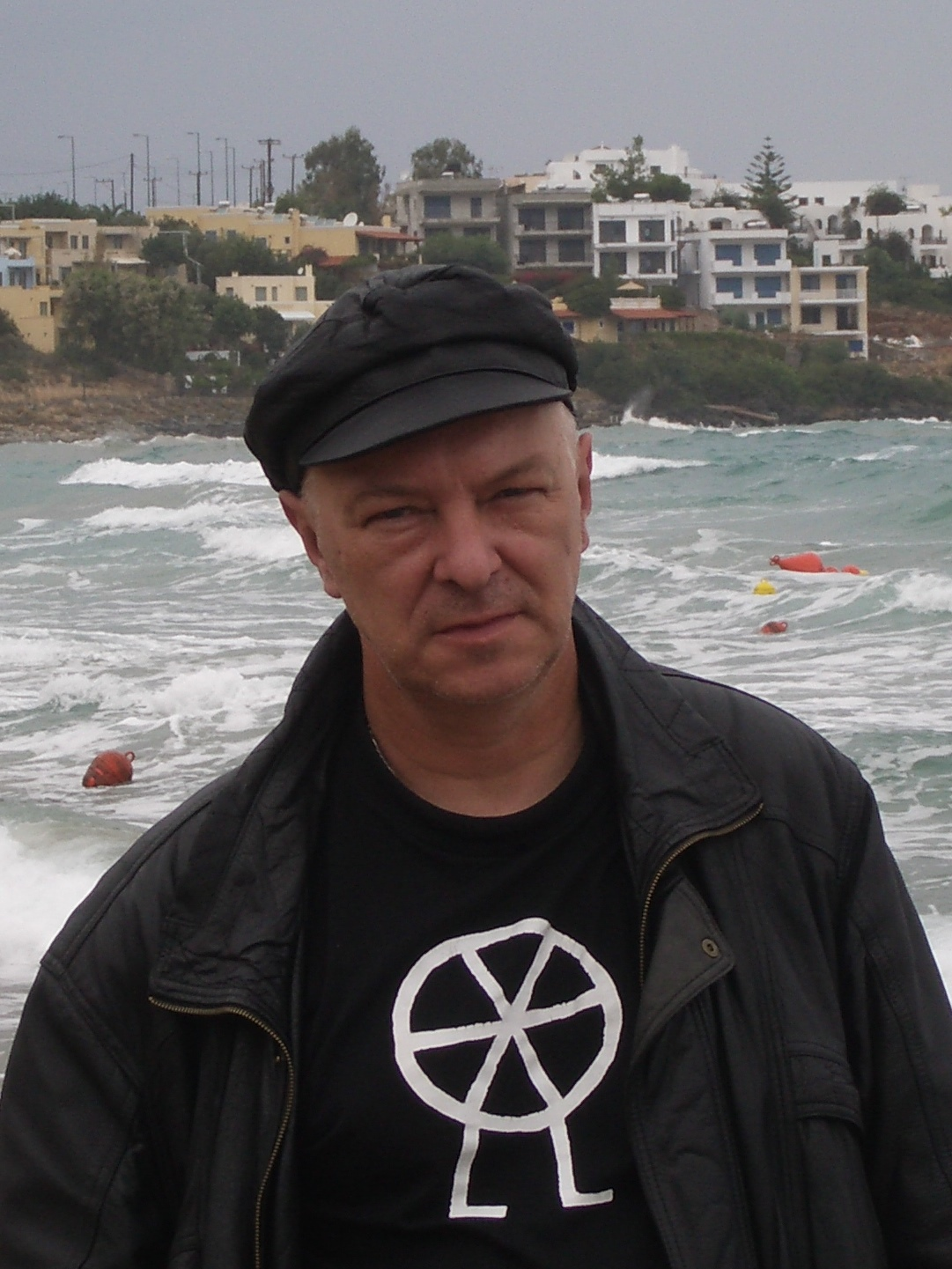
Klaus-Peter Schwarz

Klaus-Peter Schwarz (* 1. März 1955 in Görlitz) ist ein deutscher Philosoph und Dichter.

## Leben
Schwarz wuchs in Görlitz ohne Vater bei seiner Mutter Erna Lenski auf, die am Theater Görlitz arbeitete. Er legte 1973 sein Abitur an der Erweiterten Oberschule Görlitz ab und war kurze Zeit verheiratet. Im Jahr 1985 heiratete er erneut. Aus dieser Ehe gingen zwei Kinder hervor.
Schwarz studierte Philosophie an der Karl-Marx-Universität Leipzig und schloss sein Studium 1977 als Dipl. Phil. mit einer Arbeit zu Ernesto Che Guevara ab. Anschließend war er Forschungsstudent und promovierte 1981 bei Dieter Uhlig zum Thema „Internationalistisches Bewusstsein“.

## Berufliche Stationen
Von 1980 bis 1982 war er Lehrer an der Theaterhochschule Hans Otto Leipzig, dann bis 1985 wissenschaftlicher Mitarbeiter an der Akademie der Künste der DDR. Es folgte eine Aspirantur in Leipzig für eine Promotion B zu Ernesto Cardenal. Die Dissertationsschrift konnte in den Wirren des politischen Umbruchs in der DDR nicht mehr verteidigt werden. Zeitgleich bestritt er die Redaktionsarbeit der Zeitschrift Aktiva des Liedzentrums an der Akademie der Künste. Ab 1989 war er bis zu dessen Auflösung Mitarbeiter im Ministerium für Kultur der DDR. Dann folgten Arbeitslosigkeit und Umschulung zum Marketing- und Kommunikationswirt. Von 1995 bis 2007 war Schwarz PR-Mitarbeiter der Landtagsfraktion der PDS bzw. Die Linke Sachsen. In dieser Zeit edierte er die verschiedenen Publikationen der Fraktion, insbesondere die Monatsschrift Parlament von Links. 2007 traf ihn eine schwere Krankheit und die daraus ab 2009 folgende Erwerbsunfähigkeit.
Klaus-Peter Schwarz war Mitglied im Schriftstellerverband der DDR, 1994 bis 2000 war er Mitglied des Landesvorstands der PDS Sachsen. Er engagierte sich im „Antieiszeitkomitee“ 1990/92 und im Verein „Lied und soziale Bewegungen e.V.“

## Werke
Schwarz begann als Lyriker. Es folgten Lieder und Theaterstücke und erste Prosa. In den achtziger Jahren entstanden Übersetzungen, Nachdichtungen (z. B. von Bob Dylan) und eigene Liedtexte für verschiedene Songgruppen und Interpreten. Er veröffentlichte in den Literaturzeitschriften ndl und Temperamente. Weitere Veröffentlichungen entstanden im späten literarischen Untergrund der DDR, 1988 in Bizarre Städte 2 und 1989/90 in der Zeitschrift Sondeur. In einem Mitte der 1980er Jahre verfassten Essay Kunst im menschheitlichen Aufstehen heißt es: „… Widerstand ist auch gegen den Sozialismus nötig …“ Schwarz begründet dies mit dem „kategorischen Imperativ eines Karl Marx“, „alle Verhältnisse umzuwerfen, in denen der Mensch ein erniedrigtes, ein geknechtetes, ein verlassenes, ein verächtliches Wesen ist.“ (MEW 1/385)
Nach 1990 arbeitete er für Theaterprojekte. Verschiedene Veröffentlichungen erfolgten zu Literatur, Politik und Kunst, u. a. in Utopie  kreativ, in Campo de Criptana und einigen Onlinezeitungen. Für die Gruppe Quijote aus Chemnitz schuf er Liedtexte und Nachdichtungen.
Seit Ende der achtziger Jahre betrieb Klaus-Peter Schwarz unter dem Label „DaDa Hoelz“ die Entwicklung eines umfassenden Kunstkonzeptes. Ursprünglich als ein programmatisches Synonym des Autors gedacht, entwickelte sich dieses zunehmend zu einem Kunstkonzept für das World Wide Web und war dort bis 2010 zu finden. Zu diesem Projekt gehörte das Kinderbuch Charlys Ideen – Marx für Kids (1996), das Schwarz auch bei Lesungen vorstellte.

## Publikationen (Auswahl)
- Die Lieder des Thyl Ulenspiegel, Uraufführung 1979 an der Politischen Bühne Dresden (Schicht-Theater)[8]
- Poesiealbum Nr. 174, Verlag Neues Leben, Berlin 1982
- Mitwirkung als Nachdichter in: Jannis Ritsos: Poesiealbum 195, Asteris Koutoulas, Verlag Neues Leben, Berlin 1983
- Hexenprozess, in: Temperamente 2/1984
- In Erwägung, dass es uns dann warm sein wird …, Klaus-Peter Schwarz (Hrsg.), Peter Andert (Notenschr.), Aktiva 3, Akad. d. Künste d. DDR, Forschungs- u. Gedenkstätten, Liedzentrum, Berlin 1986
- Mein Teil vom Spalier, Verlag Neues Leben Berlin, 1989, ISBN 3-355-00853-2
- Reinhold Andert: Von ihm lerne singen und schweigen. Lieder und Texte, Aktiva 6, Klaus-Peter Schwarz und Carla Weckesser (Hrsg.), Liedzentrum der Akademie der Künste der DDR, Forschungs- und Gedenkstätten, Berlin 1989
- Du darfst nicht vor der Witwe sterben – Endlich eine Stalin-Komödie, Kabarettstück 1990[9]
- … die die welt nicht bessern können  aber möchten … Gerhard Gundermanns Internationalhymnen eines „anderen Deutschland“, in: Berliner Debatte Initial 10 (1999) 2, S. 41–50; online auf der Website der Rosa-Luxemburg-Stiftung 2005
- Business Park 1994, Jugendtheaterstück gefördert über "Jugend mit Zukunft" in Berlin
- Count down Y2K, Jugendtheaterstück 2000
- Quijote: Nur diese eine Schwalbe, CD, Mitwirkung als Nachdichter von Mikis Theodorakis, Spice Records, 2002